# 요시다촌 (이시카와현)
요시다촌(吉田村)은 이시카와현 노미군에 설치되었던 촌이다.